# 拉博斯 (杜省)
拉博斯（法語：La Bosse，法語發音：[la bɔs]）是法国杜省的一个市镇，属于蓬塔利耶区。

## 地理
拉博斯（47°8'17"N, 6°39'1"E）面积5.13 平方千米，位于法国勃艮第-弗朗什-孔泰大區杜省，该省份为法国东部内陆省份，北起上索恩省，西接汝拉省，东部及东南部与瑞士接壤，东北部与贝尔福地区省接壤。
与拉博斯接壤的市镇（或旧市镇、城区）包括：蒙德拉瓦勒、勒贝略。

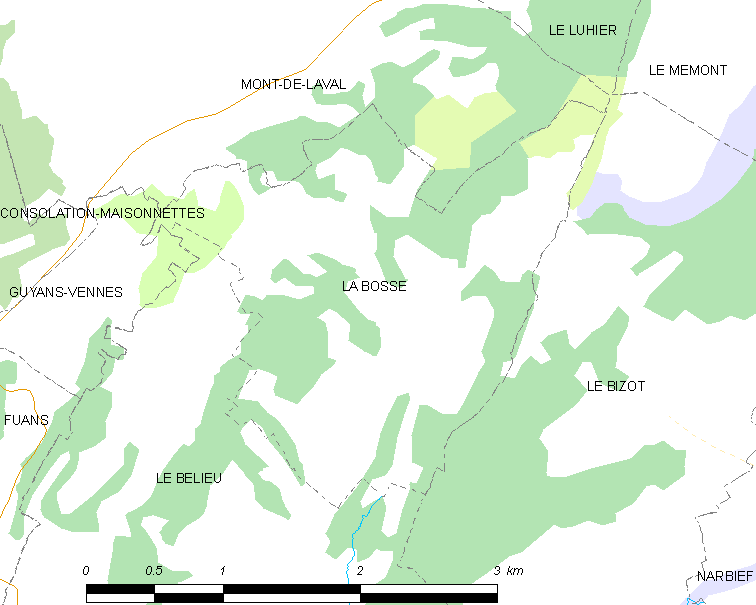
的OSM定位图

拉博斯的时区为UTC+01:00、UTC+02:00（夏令时）。

## 行政
拉博斯的邮政编码为25210，INSEE市镇编码为25077。

## 政治
拉博斯所属的省级选区为莫尔托县。

## 人口

1962-2008年间人口变化图示

拉博斯于2022年1月1日时的人口数量为86人。